# Grande Pierre de Jouy

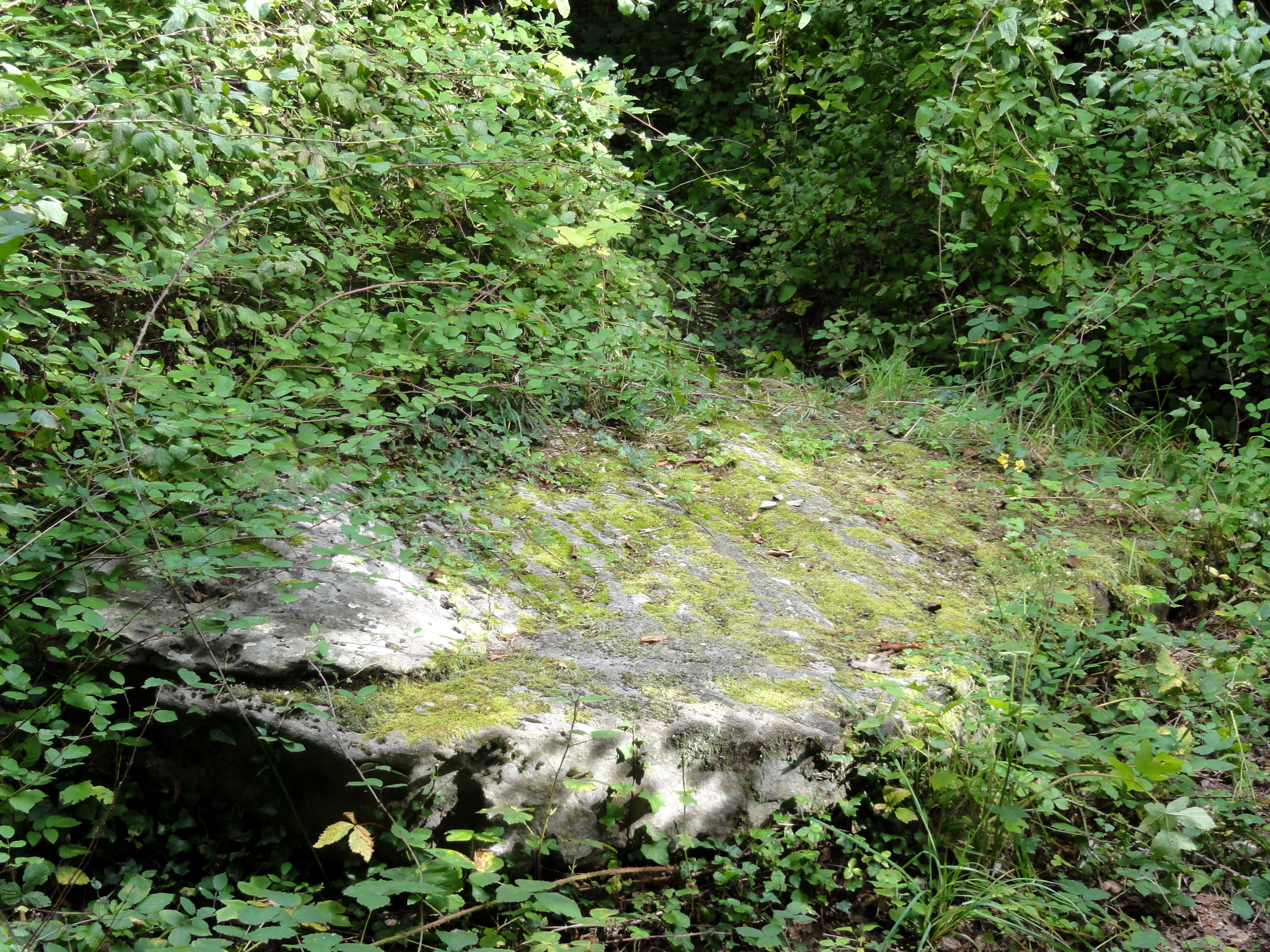
Grande Pierre de Jouy

Der Grande Pierre de Jouy ist ein Menhir im Bois de la Vallée im Norden von Jouy-le-Moutier, bei Vauréal im Département Val-d’Oise in Frankreich.
Der Menhir wurde 1874 von Amédée de Caix de Saint-Aymour (1843–1921) entdeckt. Zu der Zeit war er stark geneigt, heute liegt er vollständig am Boden. Es handelt sich um eine etwa 3,0 m lange Platte aus weichem Sandstein mit einer Breite zwischen 2,55 m an der Basis und 0,9 m an der Spitze und einer Dicke zwischen 0,5 m und 0,2 m. Obwohl der Menhir auf einem 20 m hohen Hügel am rechten Ufer der Oise liegt, war er vom Tal aus nicht sichtbar.
Der Menhir ist seit 1976 als Monument historique unter Denkmalschutz gestellt.
In der Nähe liegen die Allée couverte du Cimetière aux Anglais und die Allée couverte von Dampont.